# Вкусът на черешата
„Вкусът на черешата“ (на персийски: طعم گيلاس, Ta’m-e gīlās) е ирански филм от 1997 година на режисьора Аббас Киаростами. Филмът печели „Златна палма“ на кинофестивала в Кан през 1997 година.
Филмът е минималистичен и използва дълги непрекъснати кадри, както и документални кадри от самото заснемане на филма.

## Сюжет
Внимание:  Текстът по-долу разкрива сюжета на произведението (или части от него)!
Господин Бади е мъж на средна възраст, който обикаля покрайнините на Техеран в търсене на човек, който да свърши определена работа срещу солидна сума пари. Работата, която предлага, е някой да го погребе, след като се е самоубил. Той вече е изкопал гроба си, но през филма не разкрива защо точно иска да се самоубие.
Първият човек, който решава да помоли да свърши задачата, е млад кюрдски войник, който след като чува искането се отказва и напуска колата на Бади, в която се е качил. Вторият човек, който моли да му помогне, е афганистански семинарист, който също му отказва, защото има религиозни предубеждения спрямо самоубийствата. Третият човек, който Бади моли, е възрастен турчин, който препарира животни. Турчинът обещава да му помогне, защото има нужда от пари за лечение на болното си дете, но въпреки това опитва да го откаже от идеята му. Той му разказва, че преди много време е имал много проблеми и е искал да се самоубие, като се обеси на една черница, но в последния момент се отказва, след като опитва една узряла черница и преценява, че дори само заради това си заслужава да се живее. Турчинът обещава на Баади да го погребе, ако на сутринта го намери мъртъв в гроба му.
Същата вечер Баади отива до изкопания си гроб и ляга в него, гледайки Луната, а в същото време се разразява буря.
Филмът не разкрива съдбата на Баади, а завършва с документални кадри на екипа, който снима филма.

## Критика
Филмът като цяло се приема много позитивно от критиците по света с малки изключения. Известният американски критик Роджър Ибърт например дава на филма само една звезда от общо четири, като го определя като скучен и неразкриващ нищо относно съдбата и личността на Бади. Той дори поставя филма в списъка си на „най-мразени филми“. Мнението на Еберт обаче получава множество критики, след като много голям брой филмови критици и киномани определят филма като шедьовър.
Анкета на Британския филмов институт от 2012 година определя „Вкусът на черешата“ като един от десетте най-добри филма, създавани някога. Анкетата е попълнена от 10 критици и двама режисьори.
През 1999 филмът е включен в колекцията за класически и арт филми – The Criterion Collection.

## Актьорски състав
- Хомаюн Ершади – г-н Бади
- Абдулрахман Багери – г-н Багери
- Афшин Бахтиари – работник
- Сафар Али Моради – войник
- Мир Хосеин Ноори – семинарист